# بين كلوز
بين كلوز (بالإنجليزية: Ben Close)‏ هو لاعب كرة قدم بريطاني، ولد في 8 أغسطس 1996 في بورتسموث في المملكة المتحدة. لعب مع نادي بورتسموث ونادي بول تاون.

## وصلات خارجية
- بين كلوز على موقع قاعدة بيانات كرة القدم.إي يو (الإنجليزية)
- بين كلوز على موقع Soccerbase.com (لاعب) (الإنجليزية)
- بين كلوز على موقع Soccerway.com (الإنجليزية)